# Bulbophyllum ablepharon
Bulbophyllum ablepharon är en orkidéart som beskrevs av Rudolf Schlechter. Bulbophyllum ablepharon ingår i släktet Bulbophyllum och familjen orkidéer. Inga underarter finns listade i Catalogue of Life.